# 沖縄県道202号宮国線
沖縄県道202号宮国線（おきなわけんどう202ごう みやぐにせん）は沖縄県宮古島市下地川満と上野宮国とを結ぶ一般県道。

## 概要

### 区間
- 起点：宮古島市下地字川満（沖縄県道190号平良新里線）
- 終点：宮古島市上野字宮国
- 総延長：3.96km
- 実延長：3.95km

### 通過自治体
- 宮古島市（宮古島）

### 交差する道路
- 沖縄県道190号平良新里線（起点）
- 沖縄県道246号城辺下地線（宮古島市上野野原）
- 国道390号（宮古島市上野屋原）
- 沖縄県道197号嘉手苅屋原線（同）

### 重複道路
- 沖縄県道197号嘉手苅屋原線（宮古島市上野屋原）

## 歴史
- 1953年（昭和28年）に琉球政府道として指定。1972年（昭和47年）の本土復帰と同時に県道となった。